# Oleh Lykov
Oleh Lykov, född den 1 augusti 1973 i Dnepropetrovsk i Ukrainska SSR, Sovjetunionen, är en ukrainsk roddare.
Han tog OS-brons i scullerfyra i samband med de olympiska roddtävlingarna 2004 i Aten.